# Deutsche Schutzgebiete in der Südsee

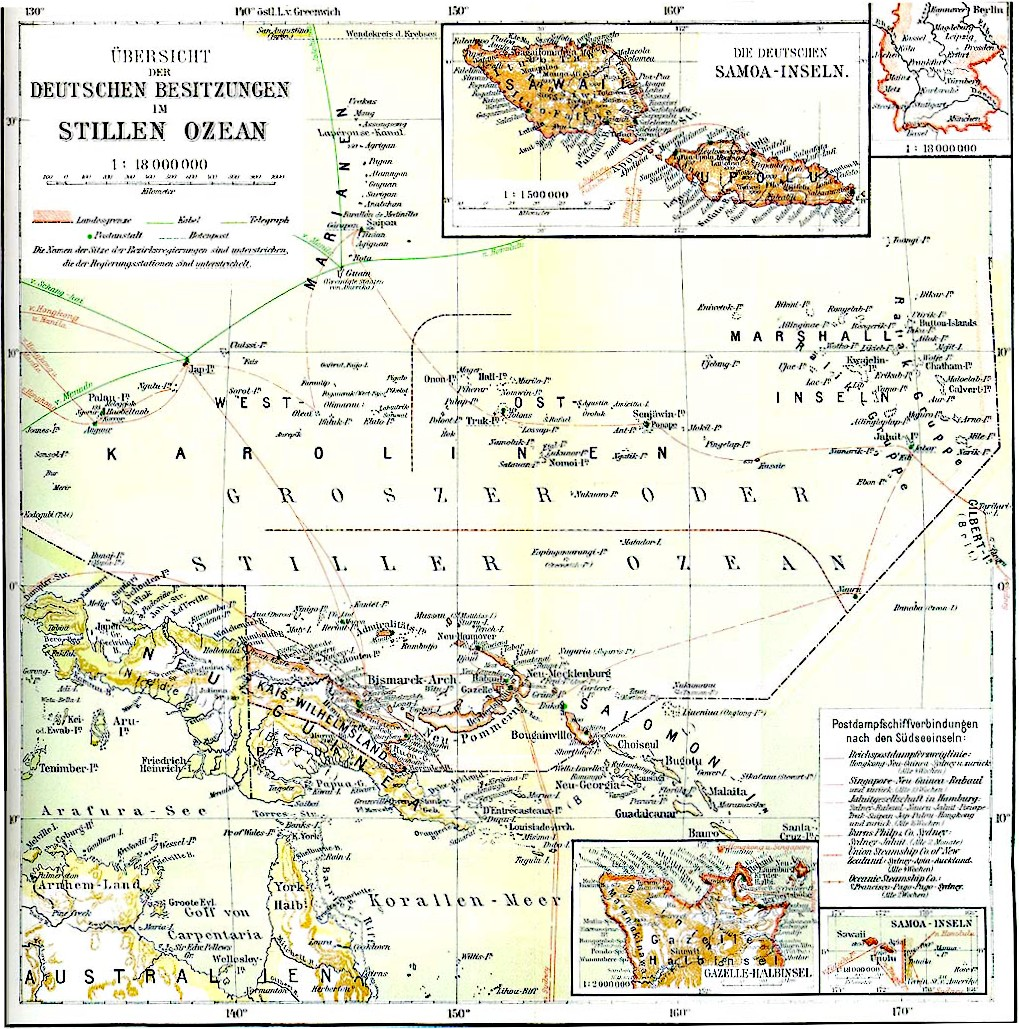
Zeitgenössische Karte der deutschen
„Schutzgebiete in der Südsee“

Die deutschen Schutzgebiete in der Südsee, auch als deutsche Südseeinseln bezeichnet (völkerrechtlich betrachtet deutsche Kolonien) umfassten ein großes Gebiet großer und kleinster Inseln, die eine unterschiedliche Geschichte haben. Sie begründeten sich auf den kaiserlichen Schutzbrief für die Handelsniederlassungen deutscher Gesellschaften. Ihre deutsche Geschichte endete mit dem Ersten Weltkrieg.

## Vorgeschichte: Handelshaus Joh. Ces. Godeffroy & Sohn und die deutsche Kolonialpolitik

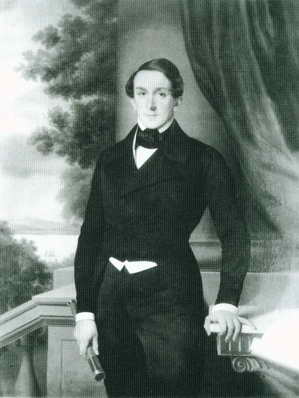
Johan Cesar Godeffroy. Ölgemälde von Robert Schneider, um 1847

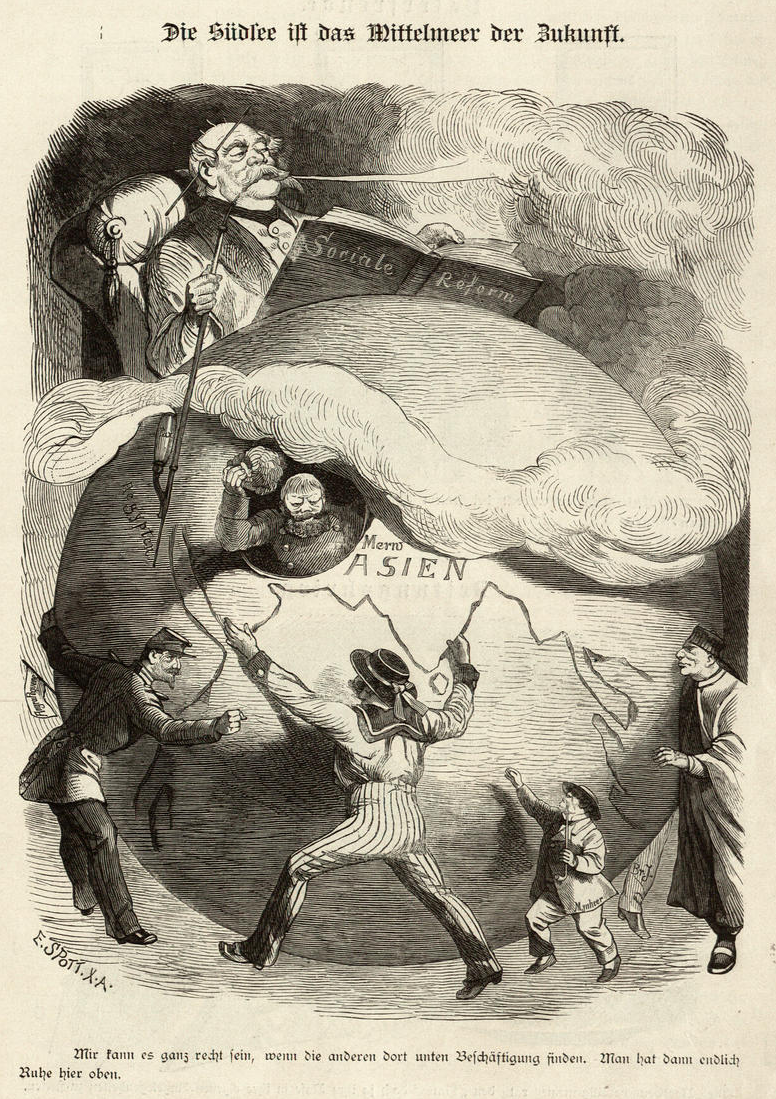
„Die Südsee ist das Mittelmeer der Zukunft.“ – „Mir [Bismarck] kann es ganz recht sein, wenn die anderen dort unten Beschäftigung finden. Man hat dann endlich Ruhe hier oben.“ Karikatur, 1884

Seit dem 18. Jahrhundert begleiteten deutschsprachige Reisende Forschungsexpeditionen in die Südsee und versuchten, in Konkurrenz zu anderen Ländern Handel zu treiben. Besondere Berühmtheit erlangte hierbei das Hamburger Handelshaus Joh. Ces. Godeffroy & Sohn des Kaufmanns Johan Cesar Godeffroy. 1857 gründete sie eine Faktorei auf den Samoainseln, die bislang noch nicht von westlichen Nationen okkupiert waren. Die Station Apia/Samoa war zentral gelegen, denn Godeffroysche Handelsflotte verkehrte unter anderem zwischen den Häfen Melbourne, San Francisco und Valparaíso. Ausgehend von Samoa konnte die Firma ein Handelsnetz aufbauen, das am Ende 45 Stationen unterhielt und die Tonga-, Salomon- und Marshallinseln sowie den späteren Bismarck-Archipel umfasste. Der Haupthandelsartikel war Palmöl, das zunächst flüssig in Fässern, später aber als Kern der Kokosnuss (Kopra) ausgeführt wurde. Als Ergänzung der einheimischen Produktion ging die Firma zum Plantagenanbau über und holte ausländische Arbeiter aus Asien in die Südsee. Dies verstärkte aufgrund neuer Krankheitserreger und Alkoholeinfuhr den Niedergang insulaner Traditionen. Joh. Ces. Godeffroy & Sohn waren Förderer der Wissenschaft, die zahlreiche Forschungsreisen organisierten, um 1863 in Hamburg das Museum Godeffroy gründeten und eine Zeitschrift (Journal des Museum Godeffroy) herausgaben. 1879 stellte Joh. Ces. Godeffroy & Sohn die Zahlungen ein. Die Südsee-Sparte wurde an die neu gegründete Deutsche Handels- und Plantagengesellschaft (DHPG) abgetreten, die schließlich an das Londoner Bankhaus Baring Brothers verpfändet wurde.
Reichskanzler Otto von Bismarck wollte es aus nationalem Interesse nicht dabei bewenden lassen. Er forcierte die Gründung einer Rettungsgesellschaft und legte 1880 dem deutschen Reichstag einen Vertrag vor, der eine staatliche Garantie beinhaltete, die sogenannte Samoa-Vorlage. Der Bundesrat stimmte der Vorlage am 15. April 1880 zu, jedoch entschied das Parlament am 27. April schließlich anders. Dennoch kann die Samoa-Vorlage als der Beginn der offiziellen deutschen Kolonialpolitik unter Bismarck betrachtet werden.
Bis zu diesem Zeitpunkt trug die Südseepolitik des noch jungen deutschen Reiches mehr diplomatische als koloniale Züge. So war etwa 1876 ein Freundschaftsvertrag mit dem Inselstaat Tonga zustande gekommen. Rufe nach „Reichsschutz“ trafen anfangs auf die Zurückhaltung Bismarcks, wenngleich sich staatliche Interventionen ankündigten. Bereits 1878 hatte der deutsche Korvettenkapitän Bartholomäus von Werner auf den Inseln Makada und Mioko im späteren Bismarck-Archipel vermeintliche Rechte an Häfen erworben. Die Inseln kamen jedoch erst 1884/85 unter deutsche Herrschaft.

## Gebietsgliederung

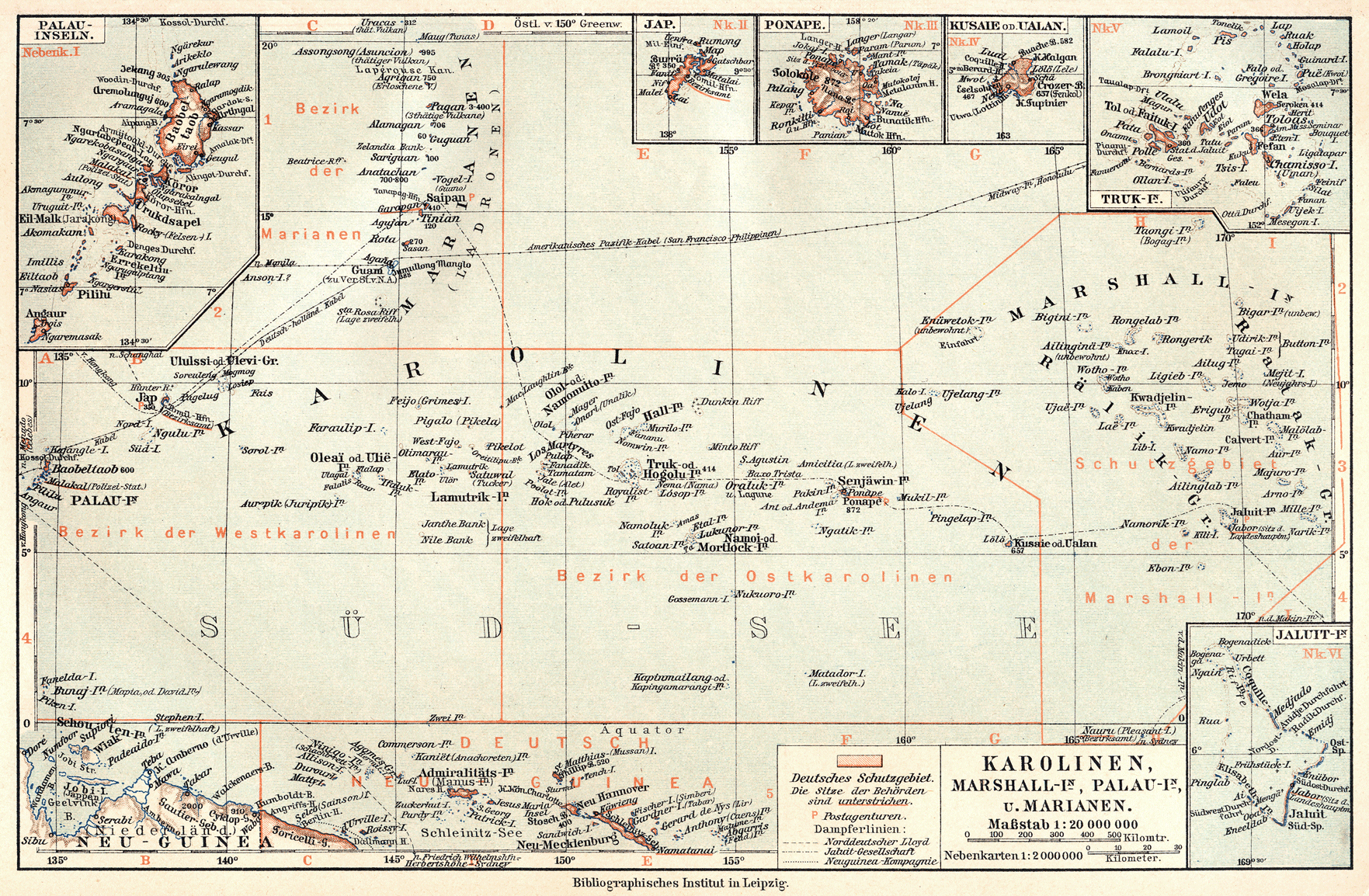
Detailkarte Deutsch-Mikronesiens, 1905

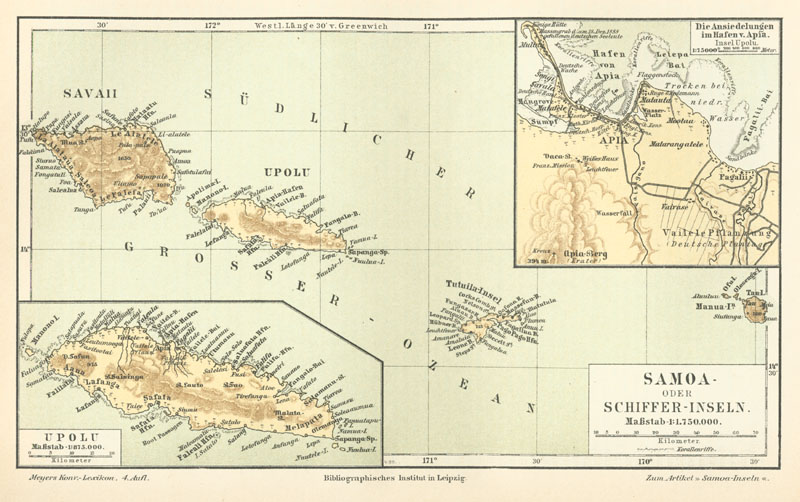
Detailkarte der Samoa-Inseln, um 1890

Die deutschen Südseegebiete bestanden ab 1906 aus zwei großen Verwaltungsgebieten, die eine Vielzahl von Inseln umfassten und die sich wiederum in mehrere Kulturräume gliederten:
- Deutsch-Neuguinea (offizieller Name ab ca. 1899)[6]
  - (Deutsch-)Melanesien
    - Bismarck-Archipel
    - Kaiser-Wilhelms-Land
    - (Nördliche) Salomon-Inseln, bis 1899 auch Choiseul und Ysabel

  - (Deutsch-)Mikronesien
    - Karolinen, als Ost- und Westkarolinen (inkl. Palau-Inseln) verwaltet
    - nördliche Marianen
    - Marshallinseln, 1885 bis 1906 eigenes Schutzgebiet
    - Nauru
- Deutsche Samoainseln
  - Savaiʻi
  - Upolu

Bemerkenswert ist, dass die weiträumige Inselwelt Deutsch-Mikronesiens verwaltungsmäßig zu Deutsch-Neuguinea zählte. Während sich diese Inselgruppen somit über große Teile des Westpazifiks und einen Teil Neuguineas erstreckten, umfassten die deutschen Samoainseln lediglich zwei große Inseln und mehrere kleine Nebeninseln.

## Gesamtbevölkerung
Im Jahre 1909 lebten in den deutschen Südseegebieten geschätzte 450.000 Ureinwohner, 1150 Nachkommen fremder Siedler mit Einheimischen, 2140 Chinesen (die als Plantagenarbeiter in die Gebiete geholt wurden), 72 Japaner, 162 Malaien und Tagalen und 1534 Europäer.

## Wirtschaft
Volkswirtschaftlich spielten die Kolonien in der Südsee keine bedeutende Rolle. Das Hauptausfuhrprodukt, Kopra, machte lediglich 8 Prozent der deutschen Kopra-Importe aus. Der gesamte Handel des Deutschen Reiches mit seinen pazifischen Kolonien betrug im Jahre 1909 weniger als 0,15 Prozent des deutschen Außenhandels. Dennoch waren in den als Handelskolonien konzipierten Gebieten bekannte Privatunternehmen, etwa die Neuguinea-Kompagnie oder die Jaluit-Gesellschaft, tätig. In den Anfangsjahren der deutschen Kolonialherrschaft, 1884 bis ca. 1906, nahmen diese Unternehmen auch hoheitliche Verwaltungsaufgaben wahr.

## Melanesien

### Kolonialgeschichte

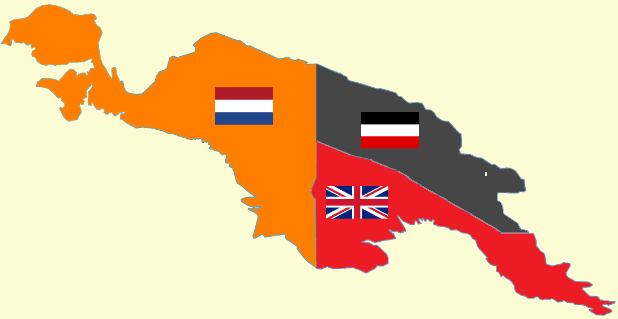
Politische Karte Neuguineas von 1884 bis 1919: Niederländisch-Neuguinea (westlich), Kaiser-Wilhelms-Land (nordöstlich) und Britisch-Neuguinea (südöstlich)

Im Jahre 1884 wurde die Neuguinea-Kompagnie gegründet, die einen Staat unter deutschem „Schutz“ in Melanesien gründen wollte.
Am 19. August 1884 sagte Otto von Bismarck seine Unterstützung zu. Im November liefen daraufhin die deutschen Kriegsschiffe Elisabeth und Hyäne den Neubritannien-Archipel an und hissen die deutsche Flagge auf Neupommern, Neulauenburg und Deutsch-Neuguinea. Der Südosten Neuguineas war kurz zuvor von Großbritannien als Britisch-Neuguinea beansprucht worden. Der Westen zählte zum niederländischen Kolonialreich. Am 17. Mai 1885 bekam die Neuguinea-Kompagnie mit einem kaiserlichen „Schutzbrief“ die Hoheitsrechte für den Nordosten Neuguineas (genannt Kaiser-Wilhelms-Land) und den Bismarck-Archipel übertragen. 1886 kamen auch die nördlichen Salomon-Inseln hinzu.

### Kaiser-Wilhelms-Land (Neu-Guinea)

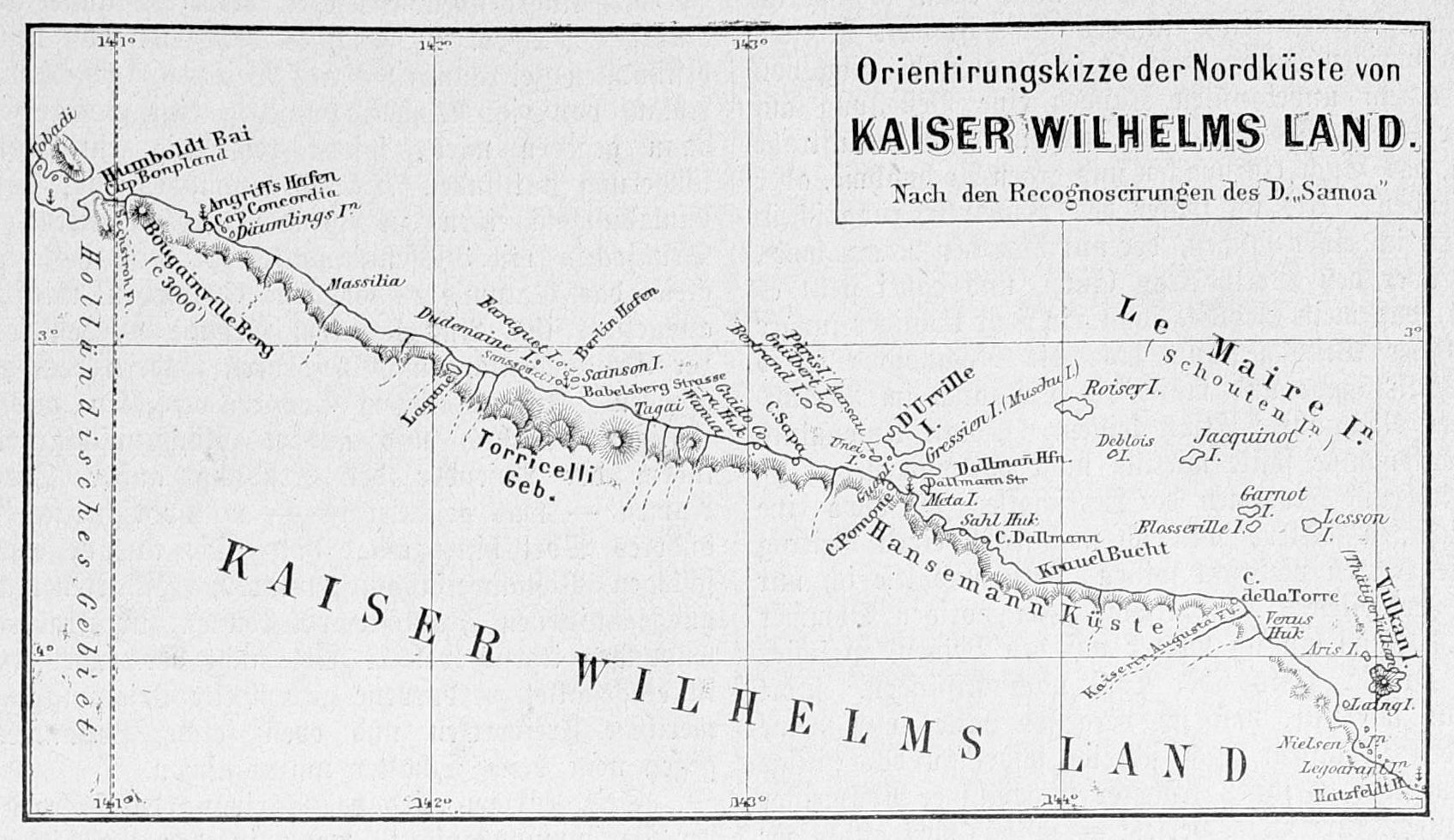
Küstenabschnitt des Kaiser-Wilhelms-Lands, 1887

#### Geographie
Die Beschreibung von 1899:
Das Finisterre-Gebirge erreicht eine Höhe von 3475 m, diesem ist ein 1000 m hohes Küstengebirge vorgelagert. Im unerforschten Inneren gibt es noch die Kraetkekette und die Bismarckkette. Der Ramu-Fluss (auch Ottilienfluss) und der Kaiserin-Auguste-Fluss sind schiffbar. Außerdem gibt es noch den Fluss Gogol, der in die Astrolabebai mündet und den Markhamfluss, der in den Huongolf einfließt.

#### Bevölkerung

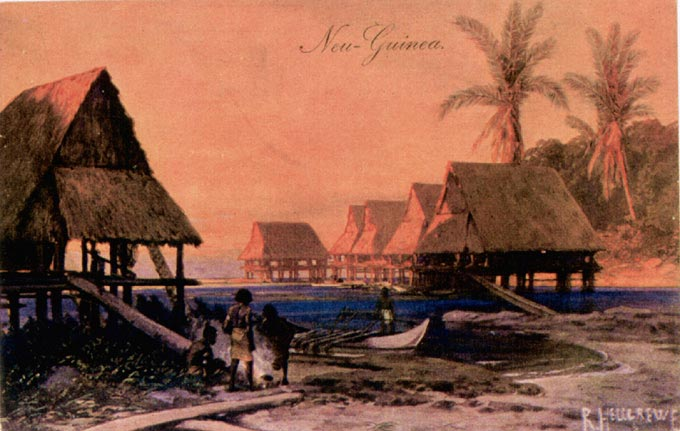
Pfahldorf in Neu-Guinea zur deutschen Kolonialzeit, Illustration um 1908

Die einheimische Bevölkerung aus Melanesiern oder Papuas wurde auf etwa 100.000 geschätzt. Versuche, Siedler für eine Siedlungskolonie anzuwerben schlugen fehl. Im Jahr 1900 lebten etwa 50 Deutsche und nur wenige andere Europäer in der Kolonie, darunter Missionare. Dazu kamen Verwaltungsbeamte der Neuguinea-Compagnie, die bis 1899 die Landeshoheit ausübte, sowie deren kleine Polizeitruppe.
1909 lebten hier 136 männliche und 61 weibliche Kolonisten. 185 Deutsche bildeten darunter die Majorität. An Berufen werden genannt: 21 Pflanzer, neun Seeleute, ebenso viele Regierungsbeamte, zwei Techniker und ein Arzt.
1913 war die Zahl auf 283 Europäer angewachsen (180 Männer, 103 Frauen, davon 38 Kinder). Schwerpunkt war 1913 Friedrich-Wilhelmshafen, das heutige Madang, mit 224 Personen, Eitape mit 47 Personen und Morobe-Bezirk mit 12 Personen. Statistiken gaben damals auch 17 Mischlinge an, davon 10 in Friedrich-Wilhelmshafen, 3 in Eitape und 4 in Morobe.

#### Geschichte
Otto Finsch reiste Anfang 1884 mit der Samoa nach Neuguinea und besuchte von Mioko aus, auf fünf Reisen, fast die gesamte Nordküste. Bei seinen Reisen entdeckte er sieben Häfen und den Kaiserin-Augusta-Fluss, schloss Verträge über Landerwerbungen ab und hisste die deutsche Flagge.
Kirchlich waren die Rheinische Missionsgesellschaft und die Neuendettelsauer Mission (beide protestantisch) sowie das katholische Steyler Missionswerk in Kaiser-Wilhelmsland aktiv.
Ab 1920 war das Gebiet zusammen mit dem ebenfalls ehemals deutschen Bismarck-Archipel völkerrechtlich australisches Mandatsgebiet. 1975 wurde es mit dem australischen Papua zu Papua-Neuguinea vereinigt und unabhängig.

#### Stationen der Europäer

Friedrich-Wilhelmshafen mit dem Regierungsschiff Seestern, vor 1910

Handelsstation der Neuguinea-Kompagnie in Potsdamhafen

Die erste Station wurde am 5. November 1885 in Finschhafen, 1899 Sitz des Landeshauptmanns, gegründet. Sie bildete den Ursprung der Neuguinea-Compagnie. Bald folgten Hatzfeldhafen und Konstantinhafen nach. 1888 kam Stephansort, 1890 Erima und später noch Maraga und Jamba hinzu.
Finschhafen war, bis zur großen Malaria-Epidemie 1891, Sitz des Landeshauptmanns. Eine weitere wichtige Stadt war Friedrich-Wilhelmshafen, die von 1891 bis 1899 Sitz des Landeshauptmanns war und Zentrum der Neuguinea-Compagnie und später Sitz des Bezirks Friedrich-Wilhelmshafen wurde. Weitere Häfen waren Potsdamhafen und Berlinhafen.

#### Ausfuhr
Es wurden Tabak, Kopra, Holz, Baumwolle, Trepang und Perlmutter exportiert.

#### Verkehr
Dampferverkehr mit Neu-Guinea fand 1899 alle acht Wochen über Singapur statt. Daneben gab es noch Segelschiffe Richtung Australien. Schienenverkehr war kaum vorhanden. Eine Ausnahme bildete die von Ochsen gezogene Feldbahn in der Astrolabe Bay, die in Stephansort Schuppen und Wagenhallen besaß. Außer einigen wichtigen Pflanzungen verband die 1896 in Erimahafen begonnene Bahnverbindung über zwei Nebenstrecken auch das nahe Hinterland.

### Bismarck-Archipel

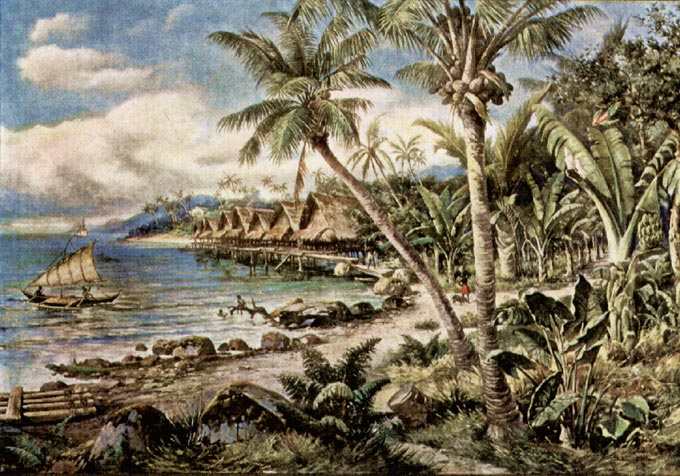
Bismarck-Archipel zur deutschen Kolonialzeit, Illustration um 1908

Verlassene Häuptlingshütte am Strand von Neumecklenburg, vor 1910

#### Geographie
Der Archipel besteht aus mehreren gebirgigen Inseln, die geographisch Melanesien zugeordnet sind. Die Inselgruppe wurde nach Otto von Bismarck benannt.
Die wichtigsten Inseln des Bismarck-Archipels sind:
- Admiralitäts-Inseln
- Französische Inseln, heute Vitu-Inseln
- Neuhannover, heute Lavongai
- Neulauenburg, heute Duke-of-York-Inseln
- Neumecklenburg, heute Neuirland
- Neupommern mit der Gazelle-Halbinsel, heute Neubritannien
- Westliche Inseln

#### Bevölkerung
Im Jahre 1899 wurde die Bevölkerung des Archipels auf 180.000 bis 200.000 Einwohner geschätzt. Man sprach von Melanesiern oder Papuas.

#### Geschichte
Erstmals wurden die Inseln 1616 von den niederländischen Seefahrern Jakob Le Maire und Willem Cornelisz Schouten für Europa entdeckt, aber erst William Dampier benannte sie: Neubritannien, Neuirland, die York-Insel und New Hanover.
1874 und 1875 entstanden Handelsstationen des Hamburger Handelshauses „Joh. Ces. Godeffroy & Sohn“. Daneben entstand eine Station des Hauses „Hernsheim und Comp.“' auf Makada bei Neulauenburg. In den Westlichen Inseln betrieb Heinrich Rudolph Wahlen ab 1902 zahlreiche Plantagen und errichtete das Anwesen „Wahlenburg“ auf Maron, einer Nachbarinsel von Luf.
Die 1880 gegründete Deutsche Handels- und Plantagengesellschaft der Südseeinseln baute den Handel aus und erbat sich kaiserlichen Schutz. Missionarisch waren die australischen Methodisten der Wesleyanischen Mission sowie die Hiltruper Missionare der Herz-Jesu-Mission im Bismarck-Archipel aktiv.
Mit Beginn des Ersten Weltkriegs in den Kolonien, am 21. September 1914, erfolgte die Übergabe von Herbertshöhe an eine Flotte der Australier. Es kam bei der Funkstation Bita Paka im Hinterland von Herbertshöhe zu einem kurzen, aber heftigen Gefecht zwischen australischen Marinesoldaten und deutschen Milizionären, inklusive melanesischer Hilfskräfte.

#### Stationen der Europäer
Zur deutschen Kolonialzeit entstanden im Bismarck-Archipel mehrere Stationen, die unter anderem der Verwaltung und dem Handel dienten: Friedrich-Wilhelmshafen von 1892 bis 1899 Regierungssitz, Herbertshöhe (Regierungssitz auf Neupommern von 1899 bis 1910), Rabaul (Regierungssitz auf Neupommern ab 1910), Seeadlerhafen (Regierungsstation auf den Admiralitätsinseln ab 1911), Mioko (Neulauenburg), Matupi (Blanchebai), Ralum u. a.

#### Export
Der Export wurde neben den erwähnten Gesellschaften auch durch das von Emma Kolbe geführte Unternehmen E. E. Forsayth & Co. mit Sitz auf Ralum betrieben. Man exportierte die Naturprodukte Kopra, Baumwolle, Trepang, Perlmutter und Schildpatt. Der Wert betrug 1896/97 etwa 700.000 Mark.
Die landesübliche Währung war um 1900 noch Diwarra, das Muschelgeld der indigenen Bevölkerung.

### (Nördliche) Salomoninseln

#### Geographie
1899 wird die Größe des deutschen Kolonialgebietes in der Südsee mit 21.000 km² angegeben. Die größten Inseln waren damals Bougainville, Choiseul und Santa Isabel. Die nördlichste Insel, Buka, war kleiner, besaß aber einen günstig gelegenen Hafen, damals Carola-Hafen genannt. Der Vulkan Balbiberg im Kaisergebirge auf Bougainville hat eine Höhe von 3.067 m. Das Innere der Inseln blieb damals von Europäern unerforscht, weil es für den Handel als uninteressant galt.

#### Bevölkerung
1899 wird die Bevölkerung auf höchstens 100.000 Einwohner geschätzt. Die deutsche Kolonialverwaltung bezeichnet sie als Melanesier und „Kannibalen“. Besonders dicht besiedelt war die Insel Buka.

#### Geschichte

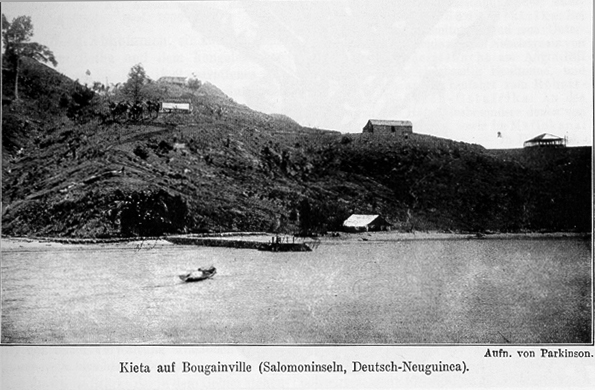
Deutsche Regierungsstation bei Kieta auf Bougainville, vor 1909

Die Entdeckung der Inselgruppe für Europa fand im Jahr 1568 durch den Spanier Alvaro de Mendaña de Neyra statt. Seine Expedition erforschte den südlichen Teil des Archipels und benannte die Inseln San Cristoval, Guadalcanal und Isabel. Im folgenden Jahr erkundete der französische Seefahrer Louis Antoine de Bougainville den nördlichen Bereich der Salomonen und benannte Bougainville, Buka und Choiseul. Anfang des 18. Jahrhunderts wanderten die ersten europäischen Händler und Missionare ein.
Das Deutsche Reich übernahm den Nordteil der Inseln 1886 als „Schutzgebiet“. 1889 bereiste eine deutsche Expedition unter Landeshauptmann Reinhold Kraetke die Salomon-Inseln. Die südlichen Inseln fielen 1899 an Großbritannien. 1900 wurden die Inseln Santa Isabel und Choiseul im Samoa-Vertrag ebenfalls an Großbritannien abgetreten. Bougainville und Buka verblieben in deutschem Besitz. Missionarisch war hier die katholische Männerkongregation der Meppener Maristen Societas Mariae aktiv.
Bis 1918 gehörten die Inseln zu Deutsch-Neuguinea im Stillen Ozean, allerdings kapitulierte die deutsche Besatzung schon am 17. September 1914 vor einer australisch-französischen Flotte.
Nach Beendigung des Ersten Weltkriegs wurde der deutsche Teil als Völkerbundmandat unter australische Verwaltung gegeben und gehört heute zu Papua-Neuguinea.

#### Stationen der Europäer
Die deutsche Regierungsstation für die Salomoninseln war Kieta, an der Nordostküste von Bougainville gelegen.

#### Ausfuhr
Besonders die kleineren Salomoninseln haben einen reichen Bestand an Kokospalmen. 1899 ist Kopra mit 2,4 t das einzige nennenswerte Ausfuhrprodukt.

## Mikronesien

### Kolonialgeschichte

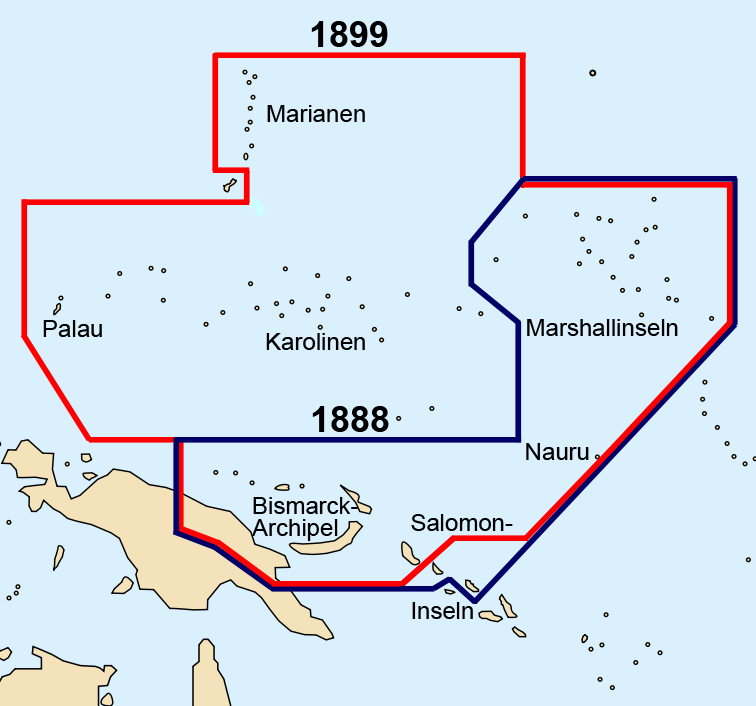
Grenzen der deutschen Südseegebiete 1888 (blau) und 1899 (rot)

Als erste Europäer kamen Portugiesen im 16. Jahrhundert nach Mikronesien. Seit Oktober 1885 zählten die Marshallinseln zu den Inselbesitzungen im äußersten Nordosten der deutschen Südseegebiete. Der Versuch Deutschlands, die westlich davon gelegenen Inseln ebenfalls in Besitz zu nehmen, scheiterte zunächst am Karolinenstreit. Bis zum Spanisch-Amerikanischen Krieg 1898 gehörten die Inseln Mikronesiens, außer den Marshall- und Gilbert-Inseln, zu Spanien. Guam wurde 1898/99 von den USA annektiert.
Im Deutsch-Spanischen Vertrag von 1899 erwarb das Deutsche Reich die Karolinen- und Palau-Inseln sowie die nördlichen Marianen zum Preis von 25 Millionen Pesetas (knapp 17 Millionen Mark) von Spanien. Damit vergrößerte sich das – nun zu Deutsch-Neuguinea zusammengefasste – Gebiet nach Norden und Westen. Das deutsche Südseegebiet umfassten ab 1899 den Großteil der mikronesischen Inselwelt, inoffiziell auch Deutsch-Mikronesien genannt. Trotz der immensen Anzahl der Inseln – alleine 700 Karolineninseln – war ihre Gesamtfläche vergleichsweise gering. Die Landfläche aller in deutschem Besitz befindlicher Inseln Mikronesiens betrug 2476 Quadratkilometer. Dies entsprach etwa der Fläche des damaligen Herzogtums Sachsen-Meiningen.
1914 wurden die Karolinen, die Palauinseln, die Marianen und die Marshallinseln durch Japan besetzt und später unter japanische Verwaltung gestellt.

### Marianen

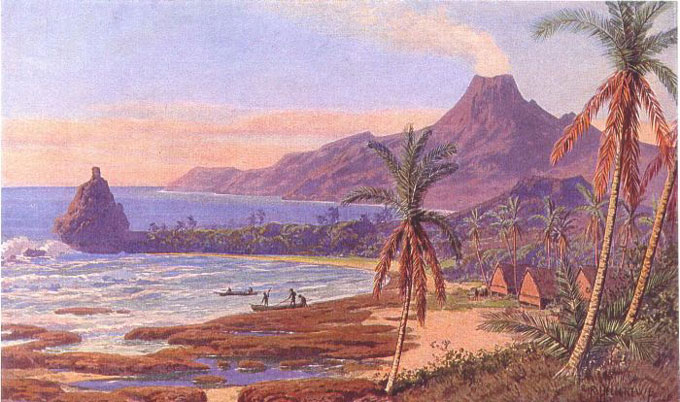
Marianen-Insel Pagan zur deutschen Kolonialzeit, Illustration um 1900

#### Geographie
Zu den nördlichen Marianen gehörten Saipan, Tinian, Rota, Pagan und viele weitere kleine Inseln.

#### Bevölkerung
Die Ureinwohner wurden Chamorro genannt, daneben gab es noch Einwanderer von den Nachbarinseln und Mischlinge. Die Bevölkerung wurde um 1910 auf 3.500 Einheimische und 2.000 Einwanderer geschätzt.

#### Geschichte
Am 6. März 1521 entdeckte Ferdinand Magellan als erster Europäer die Inselgruppe. 1667 wurde sie von Spanien in Besitz genommen und nach der spanischen Königin Maria Anna von Österreich benannt.
Nach dem Spanisch-Amerikanischen Krieg trat Spanien den südlichen Teil an die USA ab und verkaufte mit dem Deutsch-Spanischen Vertrag am 12. Februar 1899 den nördlichen Teil an das Deutsche Reich. In der deutschen Kolonialzeit waren die Kapuziner auf den Marianen missionarisch tätig.

#### Stationen der Europäer
Der deutsche Verwaltungssitz und Haupthandelsplatz befand sich in Gárapan auf Saipan. Von der Inbesitznahme durch Deutschland im Jahr 1899 bis 1907 übte ein Bezirksamtmann die Verwaltung aus. Danach lag die Lokalverwaltung des Stationsbezirkes Saipan bis 1914 in den Händen eines Stationsleiters, der dem Bezirksamtmann auf Yap in den Karolinen unterstellt war. Auf Saipan befand sich ein Regierungsarzt sowie eine Regierungsschule und eine Postanstalt. Der Hafenplatz lag etwas nördlich von Gárapan bei Tanápag.

### Karolinen (heute: Föderierte Staaten von Mikronesien)

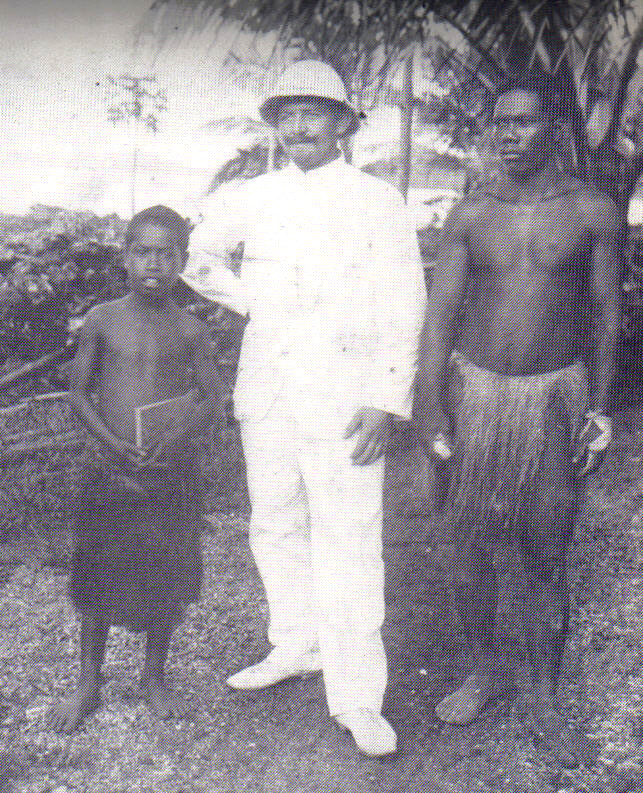
Karl Kammerich aus Windeck-Breidenbruch, hier noch bei der Marine, war 1905 bis 1910 Polizist auf der Karolineninsel Ponape (aus Anno Tubak von Emil Hundhausen von 1977)

#### Geographie
Ponape, Yap, Truk, Kosrae und 700 kleine Koralleninseln, verteilt auf eine Länge von 3.000 km.

#### Bevölkerung
40.000 Mikronesier bilden die (gemischte) Urbevölkerung. 1907 wohnen hier 137 Europäer, darunter 83 Deutsche.

#### Geschichte
Im Jahre 1527 wurde die Inselgruppe von dem Portugiesen Diogo da Rocha entdeckt, der sie Sequeirainseln nannte. 1696 wurden sie von Spanien in Besitz genommen und auf Karolinen umbenannt. Von 1731 bis 1875 kümmerte Spanien sich nicht mehr um die Inseln, als es dann Ansprüche geltend machte, protestierten Großbritannien und das Deutsche Reich.
Deutsche Ansprüche, 1885 vorgetragen, wurden mit einem Schiedsspruch Papst Leo XIII. zurückgewiesen. Dem Deutschen Kaiserreich wurde aber ein Flottenstützpunkt eingeräumt. Auf dieses Recht wurde aber verzichtet und Spanien die Inseln 1899 abgekauft. Missionarisch waren hier die Liebenzeller (protestantisch) und die Kapuziner (katholisch) tätig.
In den Jahren 1910 und 1911 kam es auf Ponape zum Aufstand der Sokehs gegen die deutsche Kolonialherrschaft. Die antikoloniale Erhebung wurde von der deutschen Marine gewaltsam unterdrückt.
Am 12. August 1914 wurde die Funkstation auf Yap durch englische Kriegsschiffe zerstört. Danach wurden die Inseln ohne Widerstand von Japan besetzt und 1920 kamen sie als Völkerbundmandat an Japan.

#### Stationen der Europäer
Deutschland verwaltete die Karolinen als zwei getrennte Amtsbezirke: Die Ostkarolinen und Westkarolinen. Die Verwaltungsgrenze verlief entlang des 148. Grades östlicher Länge. Die entsprechenden Bezirksämter befanden sich auf den Inseln Pohnpei (Bezirk Ponape mit Sitz in Messenieng) und Yap (Bezirk Jap mit Sitz in Tomil).

#### Ausfuhr
Kopra, Trepang, Muscheln, Schildpatt in geringen Mengen gegenüber der Einfuhr.

### Palau

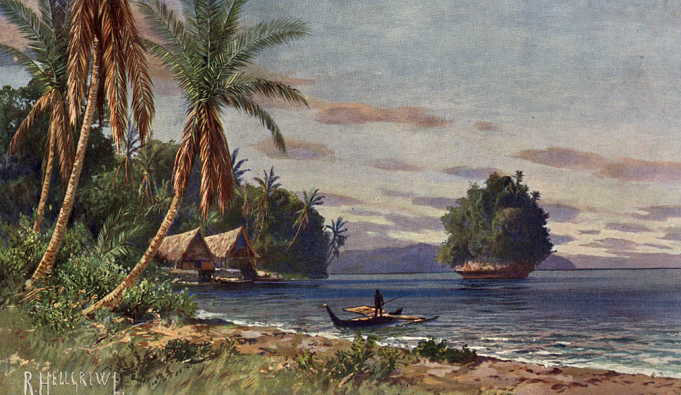
Dorf auf den Palau-Inseln, Illustration von ca. 1908

#### Geographie
Die Palau-Inseln gehören, wenn auch abgelegen, zusammen mit Yap zu den westlichen Karolinen. Sie bestanden um 1910 aus 7 größeren, bewohnten und 20 kleineren, unbewohnten Inseln mit einer Fläche von 450 km². Davon fiel der Großteil auf die Hauptinsel Babelthuap.

#### Geschichte
Der spanische Entdecker Ruy López de Villalobos sichtete die Inseln erstmals 1543, aber Versuche sie zu besiedeln und Handel mit der Bevölkerung zu treiben, wurden erst im 18. Jahrhundert von den Briten unternommen. Im späten 19. Jahrhundert kolonialisierten die Spanier die Inseln und verkauften sie nach ihrer Niederlage im Spanisch-Amerikanischen Krieg, zusammen mit dem größten Teil der restlichen Karolinen, mit dem Deutsch-Spanischen Vertrag 1899 an das Deutsche Reich. Auf Betreiben des Reichspostamtes für die Verlegung eines zukünftigen deutschen Telegraphenkabels im Westpazifik nahm am 6. März 1901 der Bezirksamtmann Arno Senfft die Insel Sonsorol in Besitz. Einen Tag später folgten die Inseln Merir und Pulo Anna sowie am 12. April 1901 die Insel Tobi und das Helen-Riff.
Japan besetzte die Inseln zu Beginn des Ersten Weltkrieges und erhielt sie später als Völkerbundmandat.

#### Stationen der Europäer
Auf den Palau-Inseln bestanden um 1910 zwei Regierungsstationen: Eine auf Koror und eine auf Angaur.

### Marshallinseln

#### Geographie
Die Fläche der Marshallinseln beträgt 181 km². Sie sind gegliedert in zwei Inselgruppen, die östliche Ratak-Kette (88 km²) und die westliche Ralik-Kette (93 km²).

#### Bevölkerung
Im Jahre 1899 lebten hier neben den 15.000 Mikronesiern 43 Deutsche und 40 andere Europäer. Vier davon waren Regierungsbeamte.

#### Ausfuhr
1896/97 wurden lediglich 2.400 t Kopra ausgeführt. Im Jahr 1904 wurden Ölfrüchte inklusive Kopra im Wert von 576.000 Mark ausgeführt. Zudem wurden Produkte der Jagd, Viehzucht und Fischerei im Wert von 7.000 Mark ausgeführt. Der Handel lag größtenteils in den Händen der Jaluit-Gesellschaft.

#### Geschichte

Flagge der Ralik-Inseln (Marshallflagge) 1878–1894

Als erster Europäer fuhr der spanische Entdecker Alonso de Salazar 1526 die Inseln an. Die Inseln blieben für weitere zwei Jahrhunderte von den Europäern unbeachtet, bis sie der englische Kapitän John Marshall 1788 besuchte. 1878 lief das deutsche Schiff Ariadne das Jaluit-Atoll an, um mit den Oberhäuptlingen einen Vertrag abzuschließen, der unter anderem die Anlage einer Kohlestation gewährleistete. In dem Vertrag wurde den Einheimischen das Führen einer Flagge in den deutschen Nationalfarben Schwarz-Weiß-Rot zugestanden, die Marshallflagge oder Flagge der Ralik-Inseln. Nachdem 1885 eine deutsche Handelsgesellschaft auf den Inseln sesshaft geworden war, übernahm 1886 der erste Kaiserliche Kommissar Wilhelm Knappe die Hoheit über die Inseln. 1906 wurden sie offiziell Teil der Kolonie Deutsch-Neuguinea. Missionarisch waren hier die methodistischen Bostoner Missionare (ABCFM) und die Hiltruper Herz-Jesu-Mission (MSC) tätig.
Am 29. September 1914 besetzten japanische Truppen (Japan war am 23. August 1914 auf Seite der Entente in den Ersten Weltkrieg eingetreten) den Eniwetok-Atoll und am Tag darauf den Jaluit-Atoll, das Verwaltungszentrum der Marshallinseln.

#### Stationen der Europäer

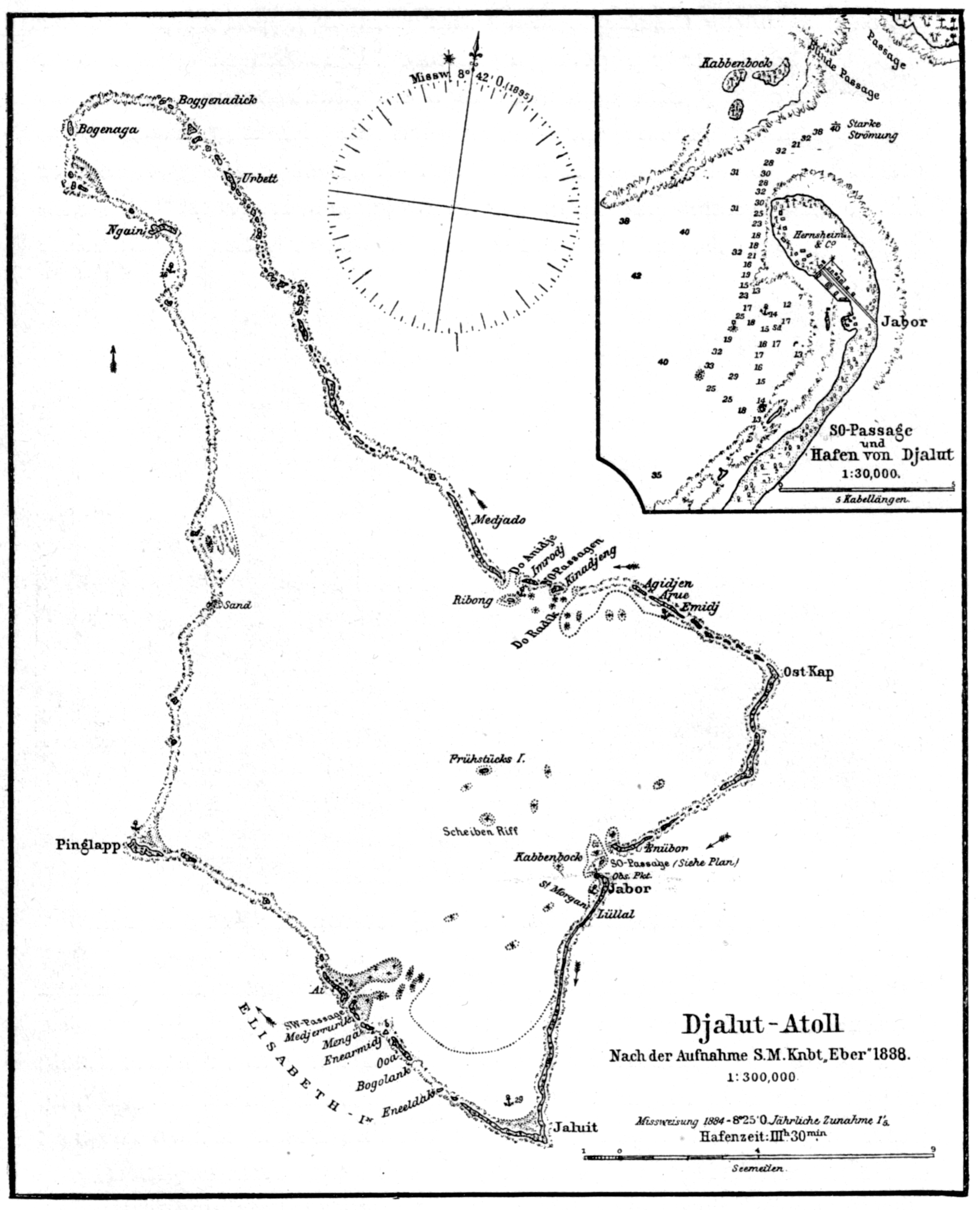
Jaluit mit Jabor, 1888 (Nebenkarte oben rechts)

Die Marshallinseln wurden von Jabor aus verwaltet (auch Jabwor); eine kleine Insel an der Südostdurchfahrt zur Lagune von Jaluit. Seit 1886 war Jabor Sitz eines Kaiserlichen Kommissariats (zeitweise Landeshauptmannschaft genannt). Ferner bestand eine Hafenmeisterei sowie ein Gericht und Gefängnis. Jabor verfügte über mehrere Landungsbrücken sowie eine Post- und Kohlestation. Hier lag zudem der Hauptsitz der Jaluitgesellschaft und Niederlassungen von Missionsgesellschaften. Die Zahl der Europäer auf dem gesamten Jaluit-Atoll betrug jedoch nur etwa 30 Personen. Europäische Handelsstationen befanden sich zudem auf den Inseln Arno, Likiep, Majuro, Maloelap, Mejit und Mili in der Ratak-Kette. In der Ralik-Kette bestanden Stationen auf den Inseln Ailinglapalap, Ebon, Lae, Namorik und Ujae.
Wenige Jahre nach Jaluit erhielt auch Nauru eine Regierungsstation.

### Nauru (Pleasant Island)

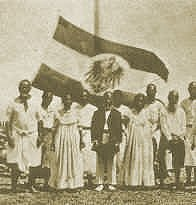
Hissen der deutschen Flagge auf Nauru, 1888

#### Geographie
Nauru ist ein gut 20 km² kleines Atoll südlich der Marshallinseln und östlich der Gilbertinseln. Die höchste Erhebung beträgt etwa 60 m. Die Insel verfügte zur deutschen Kolonialzeit über reiche Phosphatvorkommen.

#### Bevölkerung
Nauru wurde um 1900 von etwa 1.400 einheimischen Melanesiern und zugewanderten Polynesiern bewohnt. Außerdem hielten sich seit 1830 immer wieder Europäer auf Nauru auf.

#### Geschichte

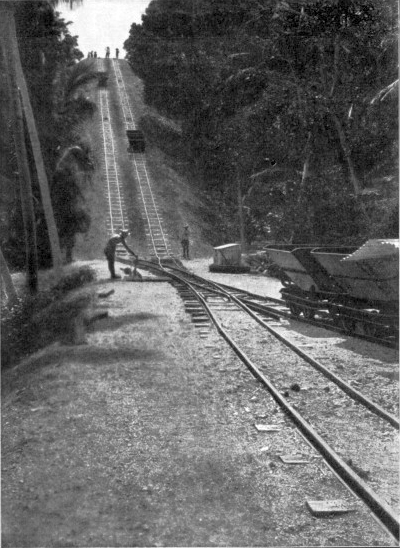
Feldbahn zum Phosphatabbau, 1908

Als europäischer Entdecker Naurus gilt der britische Kapitän John Fearn, der die Insel 1798 erreichte. Zunächst kam die Inseln in britischen Besitz. Im 19. Jahrhundert war Nauru ein berüchtigter Stützpunkt ausländischer See- und Strandpiraten. 1878 kam es zum nauruischen Stammeskrieg, kriegerische Auseinandersetzungen verfeindeter Insel-Clans.
1888 wurde Nauru durch ein deutsch-britisches Abkommen Teil der deutschen Kolonien und der Stammeskrieg beendet. Trotz ihrer exponierten Lage wurde die Insel verwaltungsmäßig den Marshallinseln zugeschlagen. 1900 wurden reichhaltige Phosphatvorkommen entdeckt und in den nachfolgenden Jahren intensiv ausgebeutet. Missionarisch war die methodistische Bostoner Mission sowie die Hiltruper Herz-Jesu-Missionare (MSC) tätig.
1914 wurde Nauru kampflos durch britisch-australische Truppen besetzt.

#### Stationen der Europäer
Infolge der gestiegenen Bedeutung der Insel durch den Phosphatabbau wurde kurz nach 1900 eine eigene Regierungsstation eingerichtet.

#### Ausfuhr
Zu Beginn der deutschen Kolonialherrschaft war der Hauptausfuhrartikel Kopra. Nach der Entdeckung der Phosphatvorkommen wurden diese zum wichtigsten Wirtschaftszweige der Insel. Ab 1906 war die Nauruische Phosphatgesellschaft auf der Insel tätig.

### Benachbarte und exterritoriale Gebiete

Kolonien und Einflusszonen in Ostasien und Ozeanien um 1914

- Guam wurde 1565 von Miguel López de Legazpi für Spanien beansprucht. Nach der spanischen Niederlage im Spanisch-Amerikanischen Krieg gelangte die südliche Marianeninsel 1899 unter US-amerikanische Verwaltung.
- Die Gilbertinseln (heute Teil von Kiribati) wurden 1765 bis 1788 von englischen Seefahrern entdeckt, unter ihnen Kapitän Thomas Gilbert. 1892 wurden die Gilbertinseln zusammen mit den nahen Ellice Islands (heute Tuvalu) zum britischen Protektorat der Gilbert- und Ellice-Inseln erklärt, das 1916 als Gilbert and Ellice Islands Colony eine britische Kronkolonie wurde. Auf der Insel Banaba gab es, inzwischen abgebaute, Phosphatvorkommen.
- Südliche Salomonen: 1899 wurden diese Teil des Britischen Kolonialreichs. 1900 wurden Choiseul und Santa Isabel als Ausgleich im Samoa-Vertrag vom Deutschen Kaiserreich an Großbritannien abgegeben.
- Auch auf Tonga wurde aufgrund des Samoa-Vertrags durch das Deutsche Reich verzichtet, nachdem 1876 ein deutsch-tonganischer Freundschaftsvertrag abgeschlossen worden war. 1900 erhielt Großbritannien die Inselgruppe zugesprochen.
- Deutsche Ansprüche auf die Philippinen konnten ebenfalls nicht umgesetzt werden (Manila-Zwischenfall).[33]
- Das Atoll Wake, im Süden und Westen von Deutsch-Mikronesien umsäumt, zählte seit 1899 zu den ozeanischen Besitzungen der Vereinigten Staaten.
- Die weit im Osten liegenden Nukumanu-Inseln waren nach dem deutsch-britischen Abkommen von 1899 eigentlich Teil des an Großbritannien abgetretenen Gebiets, wurden aber aufgrund einer Intervention von Gouverneur von Bennigsen und nach formalem Verzicht der Western Pacific High Commission 1902 wieder deutsch.[34]
- Die im äußersten Südwesten Deutsch-Neuguineas gelegene Insel Mapia war schon vor dem deutsch-spanischen Vertrag von 1899 von den Niederlanden und Spanien zugleich beansprucht worden. Deutschland trat sie daher an die Niederlande ab.[35]

## Deutsche Samoainseln

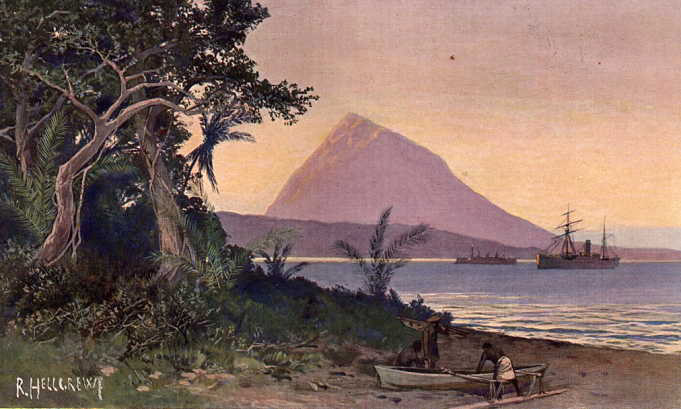
Saluafáta auf Upolu (Samoa-Inseln) zur deutschen Kolonialzeit, Illustration um 1908

Safune auf Savaiʻi (Samoa-Inseln), vor 1910

Als Deutsch-Samoa erhielt das Deutsche Reich nach dem Vertrag vom 16. Februar 1900 mit Großbritannien und den USA die beiden größeren Samoainseln Upolu und Savaiʻi zugesprochen. Samoa war in den Augen vieler Deutscher eine „Musterkolonie“. Sie umfasste 2588 km² und 37.000 Einwohner.

### Kolonialgeschichte
Der erste Europäer, der Samoa für Europa 1722 entdeckte, war der Niederländer Jakob Roggeveen. Eine amerikanische Expedition unter Charles Wilkes erreichte Samoa 1839 und hinterließ einen Konsul. Die Briten eröffneten (wahrscheinlich) 1847 ein Konsulat. Eine deutsche Handelsgesellschaft eröffnete um 1855 ihre Faktorei und kurz darauf gab es auch einen deutschen Konsul.
Im Handel mit Samoa lag zunächst Hamburg durch eine Niederlassung von Joh.Ces. Godeffroy & Sohn vorne. 1878 erhielten die USA den Hafen Pago Pago auf Tutuila (Ost-Samoa), der ihnen sehr wichtig war. Ein Jahr darauf erhielt das Kaiserreich einen Hafen bei Apia auf Upolu (Westsamoa).
Nachdem man eine gemeinsame Verwaltung unter drei Staaten erwogen hatte, einigte man sich im Laufe des Jahres 1889 nach blutigen Unruhen, an denen der deutsche Konsul Wilhelm Knappe beteiligt war, auf die Zweiteilung der Inselgruppe, wobei Großbritannien durch andere pazifische Inseln entschädigt wurde. Ost-Samoa wurde amerikanisches Territorium (künftig Amerikanisch-Samoa). Westsamoa wurde zur deutschen Kolonie Deutsch-Samoa.
Während der deutschen Kolonialzeit waren auf Samoa die Meppener Maristen missionarisch tätig.
Am 29. August 1914, zu Beginn des Ersten Weltkriegs, besetzten neuseeländische Truppen kampflos den deutschen Teil der Samoa-Inseln. Neuseeland erhielt Westsamoa 1920 als Völkerbundmandat, 1946 als Treuhandgebiet.

### Stationen der Europäer
Der Sitz des Gouvernements befand sich in Apia. In Falealili befand sich eine Stationsleitung für die Südküste Upolus. Die Stationsleitung für Savai'i befand sich in Matautu.

### Ausfuhr
Der Seehandel wurde fast ausschließlich von englischen, amerikanischen und auch norwegischen Schiffen bewältigt.

### Verkehr
Die Postdampferlinie des Norddeutschen Lloyd wurde 1893 eingestellt. Eine Wiederaufnahme war für Oktober 1914 geplant, kam aber aufgrund des Ersten Weltkriegs nicht mehr zustande. Im Jahr 1912 liefen 86 Handelsdampfer und 32 Segelschiffe Deutsch-Samoa an. Anfang 1902 wurde das Regierungsschiff O le Aeto (Der Adler) in Apia stationiert. Eine Nutzung für den allgemeinen Inselverkehr wurde erwogen, aber Ende 1903 verbrannte das Schiff. Die Fahrstraßen hatten eine Länge von etwa 76 km und lagen vorwiegend im Stadt- und Pflanzungsbezirk Apia. Schienenwege waren weitgehend nicht vorhanden (siehe Telefunkeneisenbahn).

## Persönlichkeiten

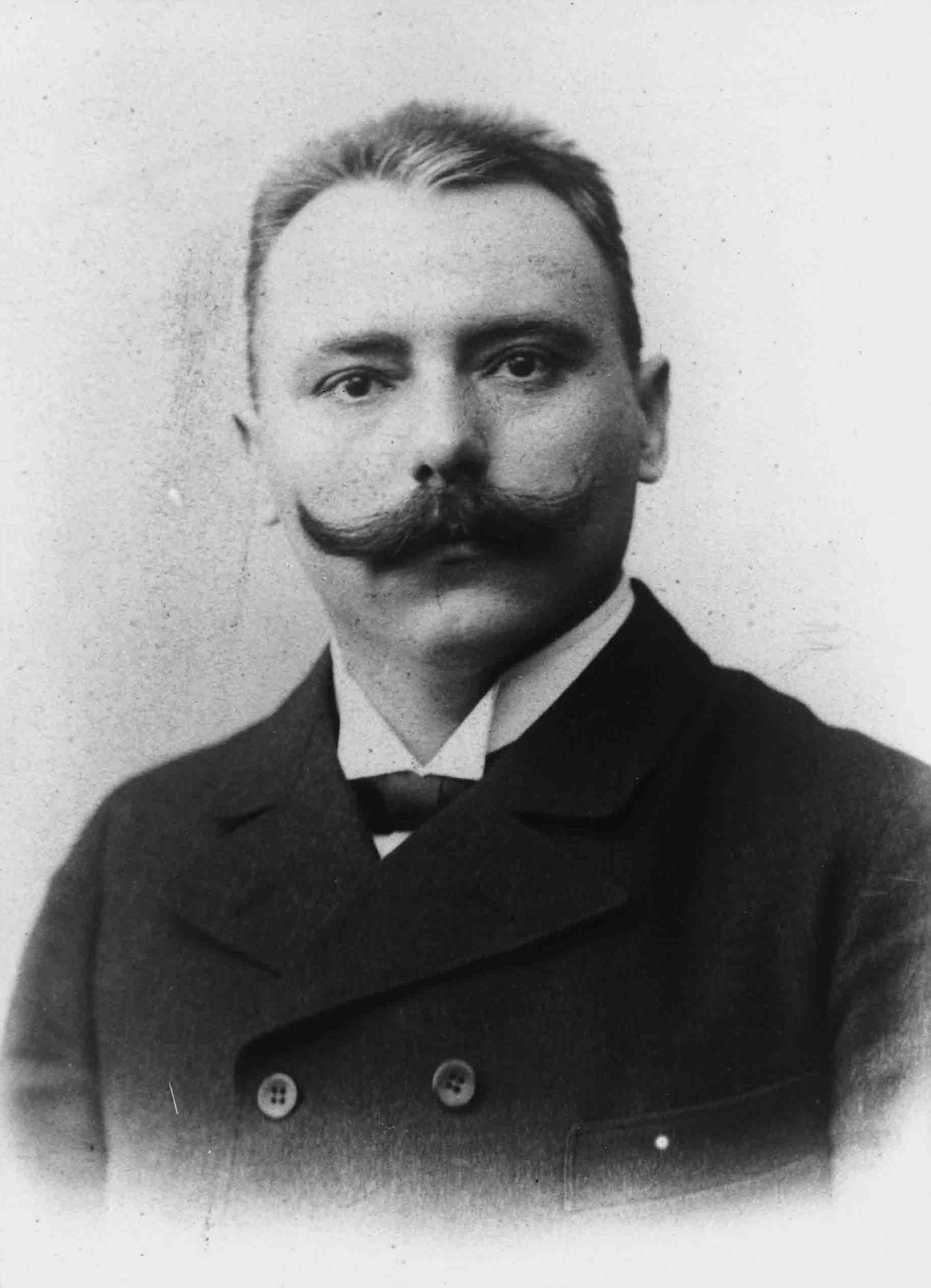
Gouverneur Albert Hahl

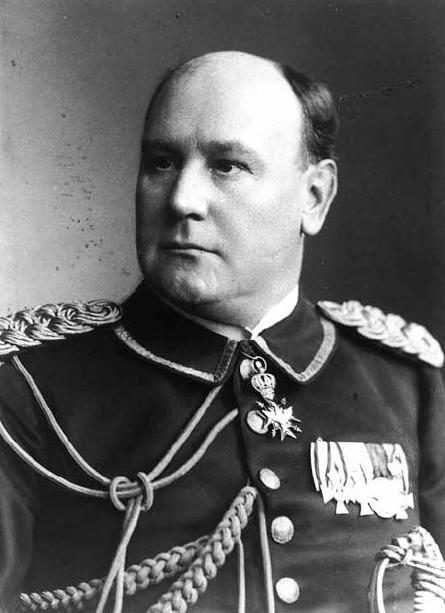
Gouverneur Wilhelm Solf

### Landeshauptmänner der Neuguinea-Kompagnie
- 1885–1888 Georg von Schleinitz
- 1892–1895 Reinhold Kraetke
- 1895–1896 Georg Schmiele
- 1895–1896 Hugo Rüdiger
- 1896–1897 Curt von Hagen
- 1897–1898 Hugo Skopnik

Daneben gab es noch kaiserliche Kommissare:
- 1885–1886 Gustav von Oertzen
- 1889–1892 Fritz Rose

Der Sitz der Landeshauptmänner und Kommissare war 1885–1891 Finschhafen, 1891–1892 Stephansort und 1892–1899 Friedrich-Wilhelm-Hafen.

### Gouverneure von Deutsch-Neuguinea
- 1899–1902 Rudolf von Bennigsen
- 1902–1914 Albert Hahl
- 1914–1919 Eduard Haber (bis 1917 kommissarisch)

Der Sitz des Gouverneurs war von 1899 bis 1910 Herbertshöhe und ab 1910 Rabaul (siehe Bezirk Rabaul).

### Gouverneure von Deutsch-Samoa
- 1900–1911 Wilhelm Heinrich Solf
- 1912–1914 Erich Schultz-Ewerth

Der Sitz des Gouverneurs war in Apia auf Upolu.